# 黄先
黄先（？—？），男，江西上高人，中华人民共和国政治人物，曾任中共江西省委书记处候补书记，江西省人民委员会副省长。